# Thecophora africana
Thecophora africana är en tvåvingeart som först beskrevs av Enrico Adelelmo Brunetti 1925.  Thecophora africana ingår i släktet Thecophora och familjen stekelflugor. Inga underarter finns listade i Catalogue of Life.